# Adelobotrys panamensis
Adelobotrys panamensis är en tvåhjärtbladig växtart som beskrevs av Frank Almeda. Adelobotrys panamensis ingår i släktet Adelobotrys och familjen Melastomataceae. IUCN kategoriserar arten globalt som akut hotad.
Artens utbredningsområde är Panamá. Inga underarter finns listade i Catalogue of Life.